# Romany Malco
Romany Romanic Malco, Jr. (New York, 18 novembre 1968) è un attore e produttore discografico statunitense.

## Biografia
Romany Malco è nato a Brooklyn, New York da un Trinidadiano.
Malco recitò il ruolo di Conrad Shepard nello show Weeds, e recentemente è apparso nei film 40 anni vergine e Blades of Glory - Due pattini per la gloria. Ha anche avuto la parte del rapper MC Hammer nel film Too Legit: The MC Hammer Story, nel 2001. Nel 2000, recitò la parte di Jerry Hooten in Level 9.
Riguardo alla sua carriera, l'amico Judd Apatow consigliò a Malco che la credibilità è importante e che è necessario essere selettivi quando si scelgono dei ruoli. "Non ho fatto parte di questo business essendo un fallito o perché avevo bisogno di un lavoro," Malco disse della sua carriera, "Ho realmente ottenuto questa carriera dicendo no."

## Filmografia

### Cinema
- Urban Menace, regia di Albert Pyun (1999)
- Corrupt, regia di Albert Pyun (1999)
- The Wrecking Crew, regia di Albert Pyun (2000)
- The Prime Gig, regia di Gregory Mosher (2001)
- Il maggiordomo del castello (The Chateau), regia di Jesse Peretz (2001)
- Ticker - Esplosione finale (Ticker), regia di Albert Pyun (2001)
- White Boy, regia di John Marino (2002)
- Lo smoking (The Tuxedo), regia di Kevin Donovan (2002)
- Death and Texas, regia di Kevin DiNovis (2004)
- Chronicles of War, regia di Peter Richardson (2004)
- True Vinyl, regia di Scott Falconer e Scott Hatley (2004)
- 40 anni vergine (The 40 Year-Old Virgin), regia di Judd Apatow (2005)
- The Ex, regia di Jesse Peretz (2006)
- Blades of Glory - Due pattini per la gloria (Blades of Glory), regia di Will Speck e Josh Gordon (2007)
- Baby Mama, regia di Michael McCullers (2008)
- Love Guru (The Love Guru), regia di Marco Schnabel (2008)
- Saint John of Las Vegas, regia di Hue Rhodes (2010)
- Il mio angolo di paradiso (A Little Bit of Heaven), regia di Nicole Kassell (2010)
- I fantastici viaggi di Gulliver (Gulliver's Travels), regia di Rob Letterman (2010)
- Think Like a Man, regia di Tim Story (2012)
- Last Vegas, regia di Jon Turteltaub (2013)
- La guerra dei sessi - Think Like a Man Too (Think Like a Man Too), regia di Tim Story (2014)
- Top Five, regia di Chris Rock (2014)
- L'A.S.S.O. nella manica (The DUFF), regia di Ari Sandel (2015)
- Almost Christmas - Vacanze in famiglia (Almost Christmas), regia di David E. Talbert (2016)
- La scuola serale (Night School), regia di Malcolm D. Lee (2018)
- Natale, folle Natale (Holiday Rush), regia di Leslie Small (2019)

### Televisione
- Il tocco di un angelo (Touched by an Angel) – serie TV, episodio 4x16 (1998)
- Tris di cuori (For Your Love) – serie TV, episodio 2x03 (1998)
- Level 9 – serie TV, 13 episodi (2000-2001)
- Too Legit: The M.C. Hammer Story, regia di Artie Mandelberg – film TV (2001)
- Miss Match – serie TV, episodio 1x07 (2003)
- Weeds – serie TV, 37 episodi (2005-2007, 2012)
- No Ordinary Family – serie TV, 20 episodi (2010)
- Unsupervised – serie animata, 13 episodi (2012) – voce
- Mad Dogs – serie TV, 10 episodi (2015-2016)
- Blunt Talk – serie TV, 12 episodi (2015-2016)
- Un milione di piccole cose (A Million Little Things) – serie TV, 74 episodi (2018-2023)

## Doppiatori italiani
- Nanni Baldini in Baby Mama, Love Guru, Last Vegas, L'A.S.S.O. nella manica, Almost Christmas - Vacanze in famiglia
- Francesco Meoni in Weeds, No Ordinary Family, Top Five
- Franco Mannella in 40 anni vergine, Il mio angolo di paradiso, La scuola serale
- Vittorio De Angelis in Think Like a Man, La guerra dei sessi - Think Like a Man Too
- Loris Loddi ne Il maggiordomo del castello
- Marco De Risi in Blades of Glory - Due pattini per la gloria
- Alessandro Budroni in I fantastici viaggi di Gulliver
- Stefano Crescentini in Natale, folle Natale